# University of Notre Dame Women's Volleyball
La University of Notre Dame Women's Volleyball è la squadra pallavolo femminile appartenente alla University of Notre Dame, con sede a South Bend (Indiana): milita nella Atlantic Coast Conference della NCAA Division I.

## Storia
Il programma di pallavolo femminile della University of Notre Dame nasce nel 1980 con al timone Sandy Vanslager, in carica per quattro anni, durante i quali le Fighting Irish si affiliano alla North Star Conference. Le succede Art Lambert e durante la sua gestione arrivano i primi due titoli di conference (1986 e 1987) e la prima partecipazione al torneo NCAA Division I nel 1988, giungendo fino alle Sweet sixteen, prima del trasferimento nel 1990 nella Midwestern Collegiate Conference.
Nel 1991 Debbie Brown viene nominata come nuova allenatrice del programma, raggiungendo la finale del NVIC dello stesso anno. Nei ventiquattro anni della sua gestione le Fighting Irish vincono quattro volte la Midwestern Collegiate Conference e si impongono altre nove volte nella Big East Conference: grazie a questi risultati partecipano con regolarità alla post-season, che le vede in scena diciassette volte, e nel 1993 raggiungono per la prima volta le Elite Eight. In questo periodo, inoltre, si trasferiscono nella Atlantic Coast Conference nel 2013.
Dopo un triennio con alla guida Jim McLaughlin, nel 2018 le Fighting Irish vengono affidate a Mike Johnson.

## Record
| Piazzamento          |    | Edizione                                                                    |
| -------------------- | -- | --------------------------------------------------------------------------- |
| Tornei NCAA          | 21 | Elite Eight: 1 1993                                                         |
| Tornei NCAA          | 21 | Sweet Sixteen: 5 1988, 1994, 1995, 1997, 2005                               |
| Tornei NCAA          | 21 | Secondo turno: 6 1996, 1998, 2000, 2002, 2004, 2020                         |
| Tornei NCAA          | 21 | Primo turno: 9 1992, 1999, 2001, 2003, 2006, 2009, 2012, 2017, 2019         |
| Titoli di conference | 15 | North Star Conference: 2 1986, 1987                                         |
| Titoli di conference | 15 | Horizon League: 4 1991, 1992, 1993, 1994                                    |
| Titoli di conference | 15 | Big East Conference: 9 1995, 1996, 1997, 1998, 2000, 2001, 2002, 2004, 2005 |

## Conference
- North Star Conference: 1983-1987
- Horizon League[1]: 1990-1994
- Big East Conference: 1995-2012
- Atlantic Coast Conference: 2013-

## All-America

### Second Team
- Lauren Brewster (2005)

### Third Team
- Lauren Brewster (2004)
- Serenity Phillips (2009)

## Allenatori
- Sandy Vanslager: 1980-1983
- Art Lambert: 1984-1990
- Maria Perez: 1990
- Debbie Brown: 1991-2014
- Jim McLaughlin: 2015-2017
- Mike Johnson: 2018-